# Gain Ground
Gain Ground è un videogioco arcade sviluppato e pubblicato da SEGA nel 1988. Del titolo sono state effettuate numerose conversioni: la versione per Sega Mega Drive è stata inclusa nelle collezioni Sega Mega Drive Collection e Sega Mega Drive Ultimate Collection, oltre ad essere distribuita su Virtual Console e Steam.

## Trama
Nel 2348 viene costruito Gain Ground, un supercomputer in grado di simulare differenti epoche storiche. Tuttavia il software impazzisce e trattiene degli ostaggi. Viene quindi inviato un gruppo di soldati che viaggia attraverso il tempo per liberarli.

## Modalità di gioco
Nel videogioco sono presenti 20 differenti personaggi, ognuno con le proprie armi e caratteristiche. Sono presenti 50 livelli, divisi in round da 10, al termine dei quali è presente un boss. Si comincia scegliendo uno dei primi tre personaggi disponibili per poi poter scegliere gli alleati liberati nel livello successivo; Pertanto possono essere disponibili tutti e 20 i personaggi se si sceglie di giocare in modalità difficile.
La versione arcade originale permetteva partite con tre giocatori contemporaneamente.